# José Magallanes (zapaśnik)
José Luis Magallanes Duran (ur. 20 lipca 1984) – peruwiański zapaśnik walczący w stylu klasycznym. Brązowy medal na mistrzostwach panamerykańskich w 2009 i 2017. Zdobył trzy medale na igrzyskach Ameryki Południowej, srebro w 2002. Mistrz Ameryki Południowej w 2009, 2012 i 2016. Dwa medale na igrzyskach boliwaryjskich, srebrny w 2013 roku.